# Saint-Calez-en-Saosnois
Saint-Calez-en-Saosnois är en kommun i departementet Sarthe i regionen Pays de la Loire i nordvästra Frankrike. Kommunen ligger i kantonen Mamers som tillhör arrondissementet Mamers. År 2022 hade Saint-Calez-en-Saosnois 185 invånare.

## Befolkningsutveckling
Antalet invånare i kommunen Saint-Calez-en-Saosnois
| Referens: INSEE |